# Pfetterhouse
Pfetterhouse là một xã ở tỉnh Haut-Rhin trong vùng Grand Est ở đông bắc Pháp. Xã này có diện tích 14,28 kilômét vuông, dân số năm 1999 là 1050 người. Khu vực này có độ cao 481 mét trên mực nước biển.
Pfetterhouse tọa lạc tại chân đồi Alsatia của Jura, ở biên giới của Thụy Sĩ và Territoire de Belfort.

## Dân số

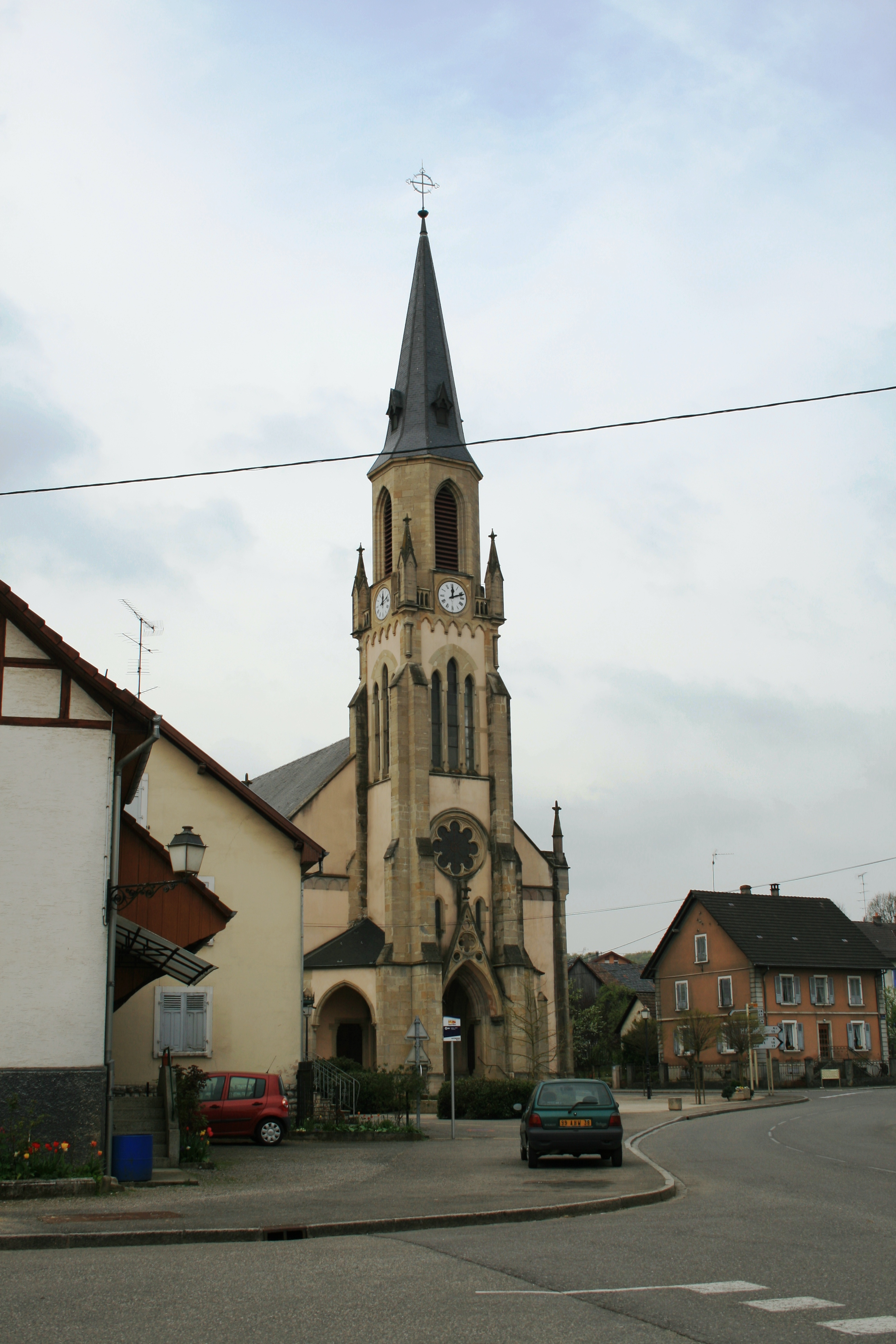

1962: 789

1968: 809

1975: 906

1982: 924

1990: 971

1999: 972

2006: 1050